# Línea 112 (Montevideo)
La línea 112 es una línea urbana de Montevideo  la cual une distintos barrios de la ciudad.

## Características

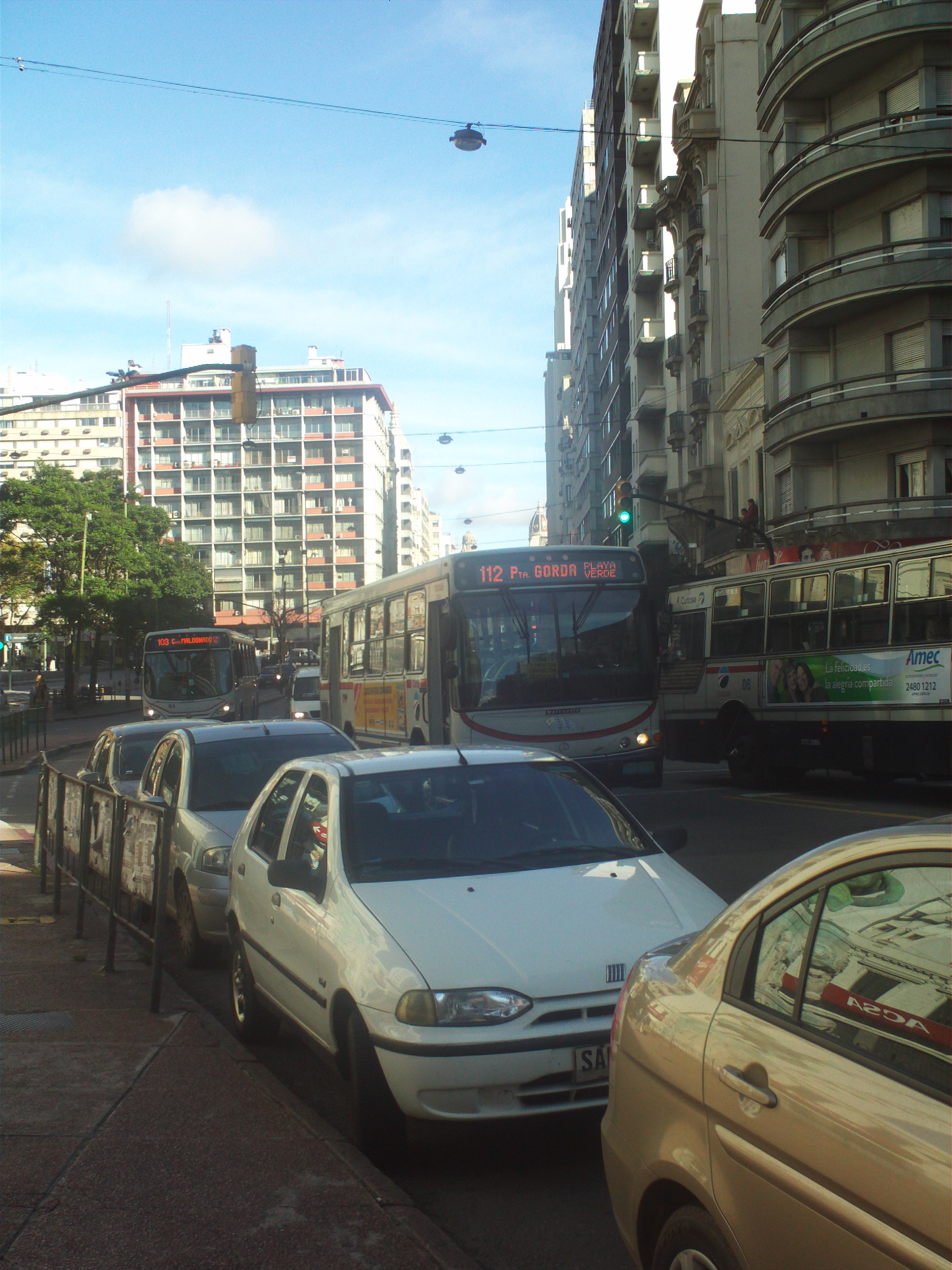
Línea 112 sobre la Avenida 18 de Julio con destino a Punta Gorda.

Si bien su recorrido predeterminado es desde la Plaza España o la Aduana hacia Punta Gorda, dicho recorrido funciona desde la noche hasta 09:00 de la mañana.
El 2 de julio de 2018 su recorrido fue acortado a la intersección de 8 de Octubre y Presidente Berro, estableciendo su última parada allí junto a las líneas 111 y 113, pero poco después, a partir del 6 de marzo de 2019 se acortó nuevamente su recorrido hasta el Intercambiador Belloni, estableciéndose el mismo como punto de partida definitivo.
El 13 de noviembre de 2023 se anunció por parte del Departamento de Tránsito de Montevideo la creación de un nuevo ramal para los servicios posteriores a las 9 de la mañana, entre Portones Shopping y la intersección de las Avenidas Centenario y Garibaldi. Dicho recorrido funcionara también con el recorrido ya existente entre Punta Gorda y el Intercambiador Belloni.

## Recorridos
En ambos sentido circula por los barrios  Ciudad Vieja, Centro, Cordón, Tres Cruces, La Blanqueada, La Unión, Curva de Maroñas, Barrio Ideal, Malvín Alto, Malvín Norte, Parque Rivera, Portones y Punta Gorda.

### Servicios Nocturnos
| Ida - Plaza España - Camacuá - Brecha - Buenos Aires - Plaza Independencia - Avenida 18 de Julio - Avenida 8 de Octubre - Vera - Restauración - Capitán Villademoros - Veracierto - Cánovas del Castillo - Cambay - Doctor Pantaleón Pérez - Clemente Fregeiro - Cánovas del Castillo - Doctor Emilio Ravignani - Doctor Francisco Nicola Reyes - Cambay - Alejandro Gallinal - Flammarion - Alberto Zum Felde - Avenida Italia - Avenida Bolivia - Avenida San Marino | Vuelta - Avenida San Marino - Siria - San Nicolás - Avenida Bolivia - (Terminal Portones) - Messina - Catania - Avenida Italia - Alberto Zum Felde - Flammarión - Alejandro Gallinal - Cambay - Doctor Francisco Nicola Reyes - Doctor Emilio Ravignani - Cánovas del Castillo - Clemente Fregeiro - Doctor Pantaleón Pérez - Cambay - Cánovas del Castillo - Veracierto - Capitán Villademoros - Avenida 8 de Octubre - Avenida18 de Julio - Plaza Independencia - Juncal - Liniers - Ciudadela - Camacuá |

| Ida - Terminal Aduana - Juan Lindolfo Cuestas - Buenos Aires - Plaza Independencia - Avenida 18 de Julio - Avenida 8 de Octubre - Vera - Restauración - Capitán Villademoros - Veracierto - Cánovas del Castillo - Cambay - Doctor Pantaleón Pérez - Clemente Fregeiro - Cánovas del Castillo - Doctor Emilio Ravignani - Doctor Francisco Nicola Reyes - Cambay - Alejandro Gallinal - Flammarion - Alberto Zum Felde - Avenida Italia - Avenida Bolivia - Avenida San Marino | Vuelta - Avenida San Marino - Siria - San Nicolás - Avenida Bolivia - (Terminal Portones) - Messina - Catania - Avenida Italia - Alberto Zum Felde - Flammarión - Alejandro Gallinal - Cambay - Doctor Francisco Nicola Reyes - Doctor Emilio Ravignani - Cánovas del Castillo - Clemente Fregeiro - Doctor Pantaleón Pérez - Cambay - Cánovas del Castillo - Veracierto - Capitán Villademoros - Avenida 8 de Octubre - Avenida18 de Julio - Plaza Independencia - Ciudadela - 25 de Mayo - Juncal - Cerrito - Juan Lindolfo Cuestas - Terminal Aduana |

### Servicios diurnos
| Ida - Andén 2 (Intercambiador Belloni) - Avenida 8 de Octubre - Vera - Restauración - Capitán Villademoros - Veracierto - Cánovas del Castillo - Cambay - Doctor Pantaleón Pérez - Clemente L. Fregeiro - Cánovas del Castillo - Doctor Emilio Ravignani - Doctor Francisco Nicola Reyes - Cambay - Alejandro Gallinal - Flammarion - Alberto Zum Felde - Avenida Italia - Avenida Bolivia - Avenida San Marino (Punta Gorda) | Vuelta - Avenida San Marino - Siria - San Nicolás - Avenida Bolivia - (Terminal Portones) - Messina - Catania - Avenida Italia - Alberto Zum Felde - Flammarión - Alejandro Gallinal - Cambay - Doctor Francisco Nicola Reyes - Doctor Emilio Ravignani - Cánovas del Castillo - Clemente L. Fregeiro - Doctor Pantaleón Pérez - Cambay - Cánovas del Castillo - Veracierto - Capitán Villademoros - Ildefonso García - Alférez Real - Avenida 8 de Octubre - Andén 1 (Intercambiador Belloni) |

| Ida - Avenida 8 de Octubre - Avenida Centenario - Avenida Garibaldi - Avenida 8 de Octubre - Vera - Restauración - Capitán Villademoros - Veracierto - Cánovas del Castillo - Cambay - Doctor Pantaleón Pérez - Clemente Fregeiro - Cánovas del Castillo - Doctor Emilio Ravignani - Doctor Francisco Nicola Reyes - Cambay - Alejandro Gallinal - Flammarion - Alberto Zum Felde - Avenida Italia - Avenida Bolivia - (Terminal Portones) | Vuelta - Avenida Bolivia - Messina - Catania - Avenida Italia - Alberto Zum Felde - Alejandro Gallinal - Cambay - Doctor Francisco Nicola Reyes - Doctor Emilio Ravignani - Cánovas del Castillo - Clemente Fregeiro - Doctor Pantaleón Pérez - Cambay - Cánovas del Castillo - Veracierto - Capitán Villademoros - Avenida 8 de Octubre - Avenida Centenario - Avenida Garibaldi - Avenida 8 de Octubre |

## Destinos intermedios
Ida
- Portones Shopping

Vuelta
- Luis Alberto de Herrera
- Bulevar Artigas (8 de octubre y Berro)
- 18 y Fernández Crespo
- Plaza Cagancha
- Aduana